# Everigisil

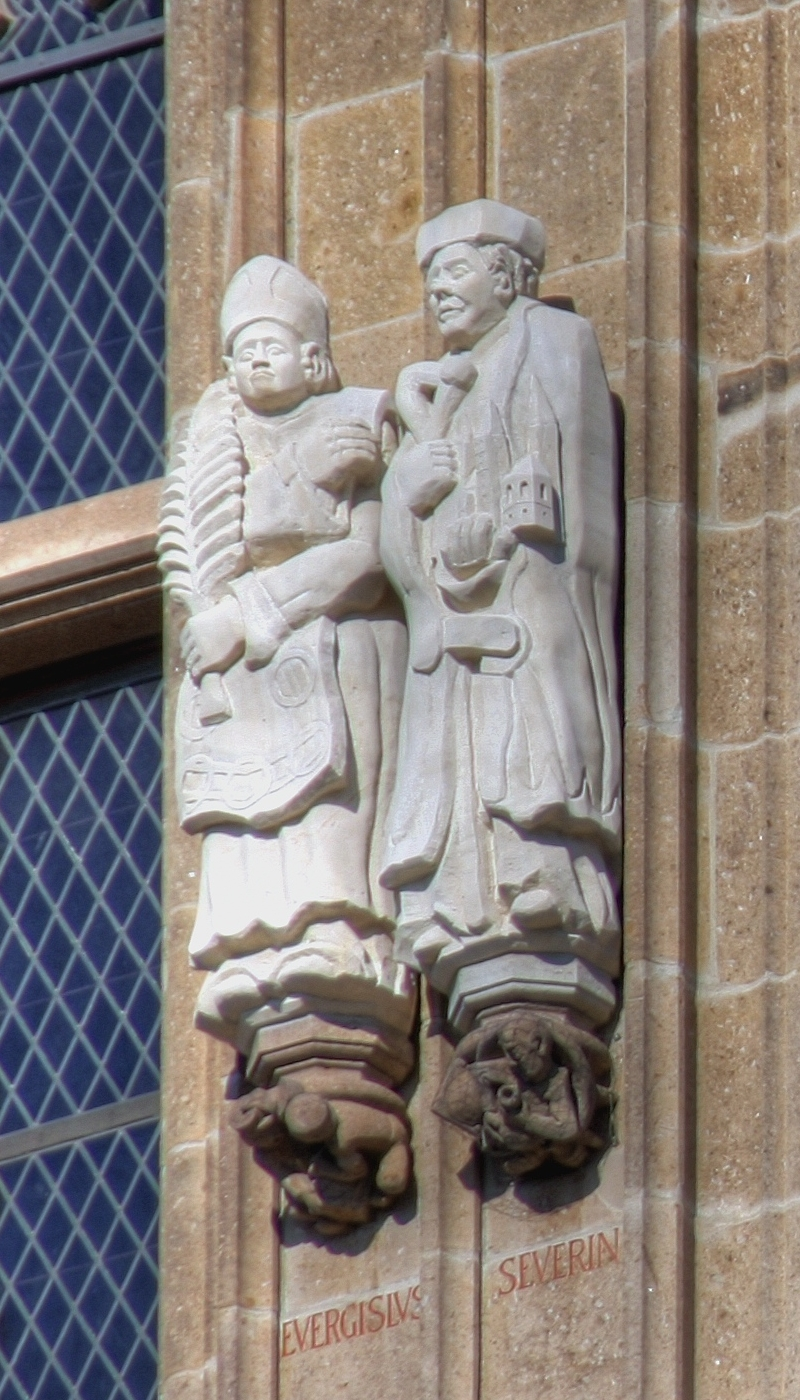
Figuren am Kölner Rathaus: links Everigisil, rechts Severin

Everigisil(us), auch Evergislus oder Eberigisil (* in Tongern?; † um 594 ebenda?), war der fünfte Bischof von Köln und soll, laut Heriger von Lobbes, auch der fünfzehnte Bischof von Maastricht gewesen sein.

## Leben
Everigisil erhielt seine theologische Ausbildung in Köln. Er war der erste Bischof von Köln, der einen Namen fränkischen Ursprungs trug. Everigisil wurde mehrfach von Gregor von Tours als Bischof von Köln erwähnt, da er aber stets die Vergangenheitsform verwendet, muss von einem Tod vor 594 ausgegangen werden. Mit ihm verbindet Gregor von Tours (Libri miraculorum I 61) die erste Erwähnung des Kults der Märtyrer der Thebäischen Legion in Köln, durch die dieser nach seiner eigenen Mitteilung von Kopfschmerzen geheilt worden sein soll. Man wird annehmen können, dass Everigisil deren Kult förderte, vielleicht sogar begründete.
Während seiner Amtszeit als Bischof von Köln soll er in Birten bei Xanten eine Kirche zu Ehren des heiligen Mallosus erbaut haben. Archäologisch ist dieser Bau aber heute nicht mehr nachweisbar. Ebenso findet sich in mittelalterlichen Quellen seine Teilnahme an einer von König Childebert II. zusammengerufenen Versammlung. Bekannt und im Volk beliebt war Everigisil wegen seiner diplomatischen Fähigkeiten.
Laut mittelalterlichen Quellen soll sein Todestag der 14. September gewesen sein. Es heißt, Everigisil sei entweder in Tongern oder in einem Ort namens Trutmonia (Dortmund?) den Märtyrertod gestorben. Der Kölner Erzbischof Brun hat im Jahr 955 die angeblichen Gebeine des Everigisil von Tongern (oder Trutmonia) nach Köln überführt. Die Gebeine Everigisils wurden daraufhin in der Kölner Kirche St. Cäcilien in einem kostbaren Schrein ausgestellt und verehrt. 1802, als Cäcilien nicht mehr Stiftskirche war, wurden die Gebeine nach St. Peter überführt, wo sie sich noch heute in der Gitterkapelle befinden. Die während der Franzosenzeit konfiszierten Goldbeschläge der Reliquienlade wurden 1837 mit vergoldeten Messingbeschlägen erneuert. Bei der letzten Öffnung des Schreins im Januar 2012 (mit dem Rechtsmediziner Karl-Heinz Schiwi-Bochat) wurden neben Textilresten Gebeine von zwei Menschen gefunden. Von einer der vielen früheren Öffnungen (zuletzt 1889) zeugt dazu eine Urkunde, die Albertus Magnus 1270 ausstellte.
Der heilige Everigisil ist der Schutzpatron der Glaser und der Kölner Malerzunft. Der Gedenktag des Heiligen ist der 24. Oktober. Im Erzbistum Köln sind ihm zwei katholische Pfarrkirchen geweiht: St. Evergislus in Bornheim-Brenig und St. Evergislus in Bonn-Plittersdorf.
Im Rahmen der Neukonzeption des Skulpturenprogramms des Kölner Rathausturms in den 1980er Jahren wurde Everigisil durch eine Figur von Walter Hutz im vierten Obergeschoss auf der Ostseite des Turms geehrt.